# 聖路易斯級防護巡洋艦
聖路易斯級巡洋艦（St. Louis-class cruiser），或聖路易斯級防護巡洋艦，为一组3艘于20世纪初服役美國海軍的防护巡洋舰。
聖路易斯級巡洋艦在1900年计划建造时是基于哥伦比亚级巡洋舰改良。在设计时，舰只排水量从原先约6000吨增至9700吨，也加厚了装甲。另外，为提升速度，舰只改搭载6寸主炮，而非哥伦比亚级的8寸。聖路易斯級的3艘船舰圣路易斯号（C-20）、密尔沃基号（C-21）和查尔斯顿号（C-22）均于1902年开始建造。查尔斯顿号于1905年10月开始服役，而圣路易斯号和密尔沃基号则在1906年开始服役。
在《戰艦世界》遊戲中的聖路易斯号巡洋艦是以此为原型。